# Eremias nigrocellata
Eremias nigrocellata är en ödleart som beskrevs av  Alexander Nikolsky 1896. Eremias nigrocellata ingår i släktet löparödlor och familjen lacertider. Inga underarter finns listade i Catalogue of Life.
Arten förekommer i centrala Asien från Uzbekistan i norr till Afghanistan och Iran i syd. Honor lägger ägg. Arten lever i låglandet och i bergstrakter mellan 300 och 1700 meter över havet. Den vistas i områden med glest fördelad växtlighet. Eremias nigrocellata besöker ibland jordbruksmark.
Intensivt jordbruk påverkar beståndet negativt i begränsade regioner. Eremias nigrocellata hittas i flera skyddszoner. IUCN listar arten som livskraftig (LC).